# إيملي إليزابيث فرنسيس
إيملي إليزابيث فرنسيس (بالإنجليزية: Emily Elizabeth Holman)‏ هي مهندسة معمارية أمريكية، ولدت في 2 فبراير 1854 في بنسيلفانيا في الولايات المتحدة، وتوفيت في 13 سبتمبر 1925.

## معرض صور

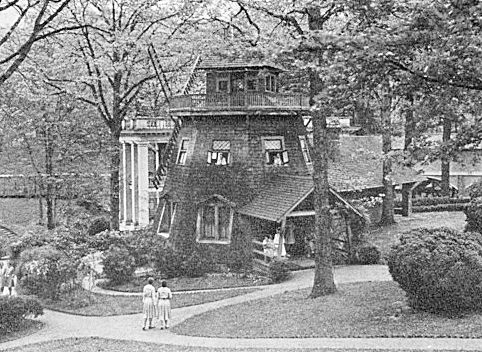
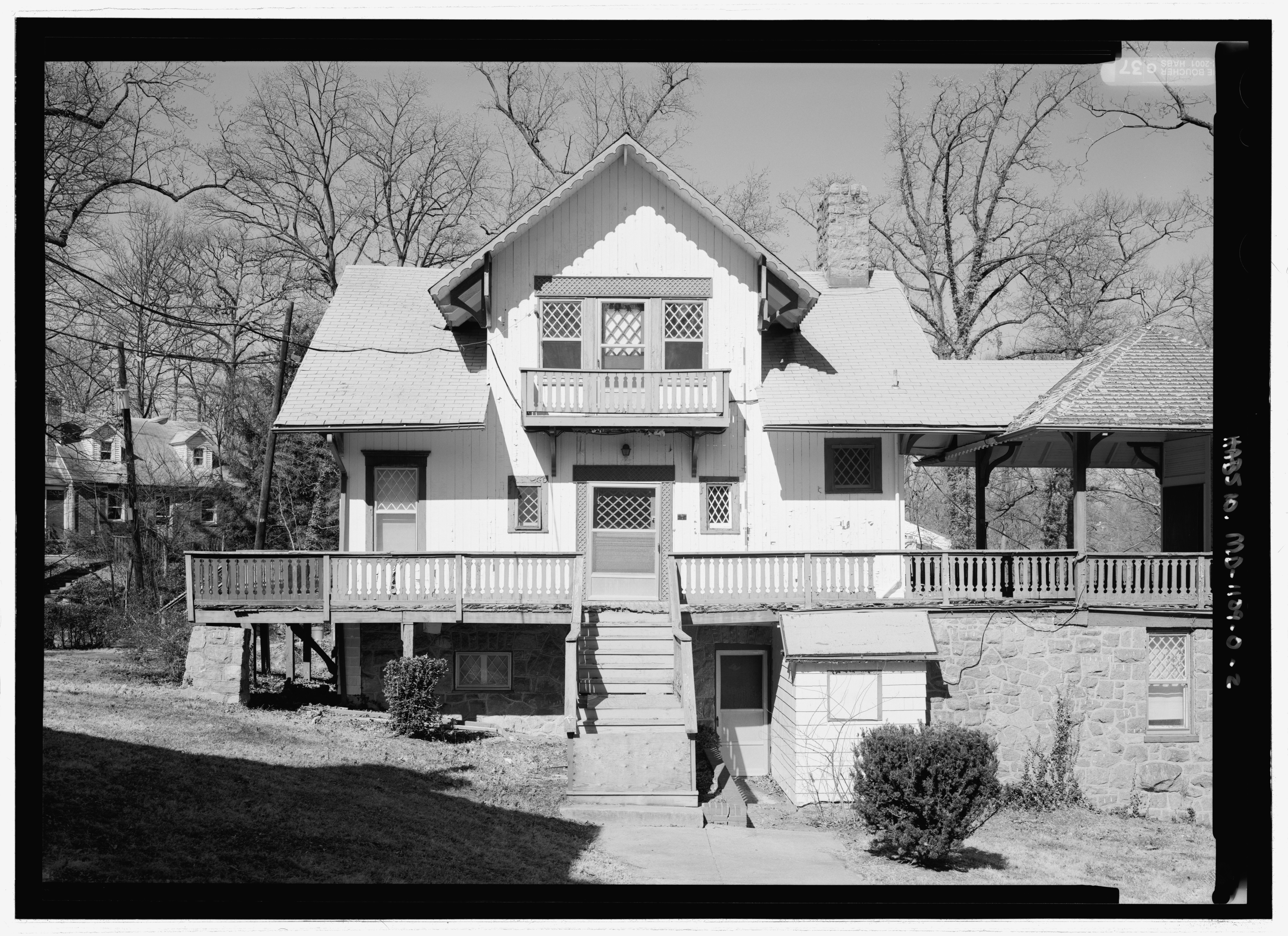
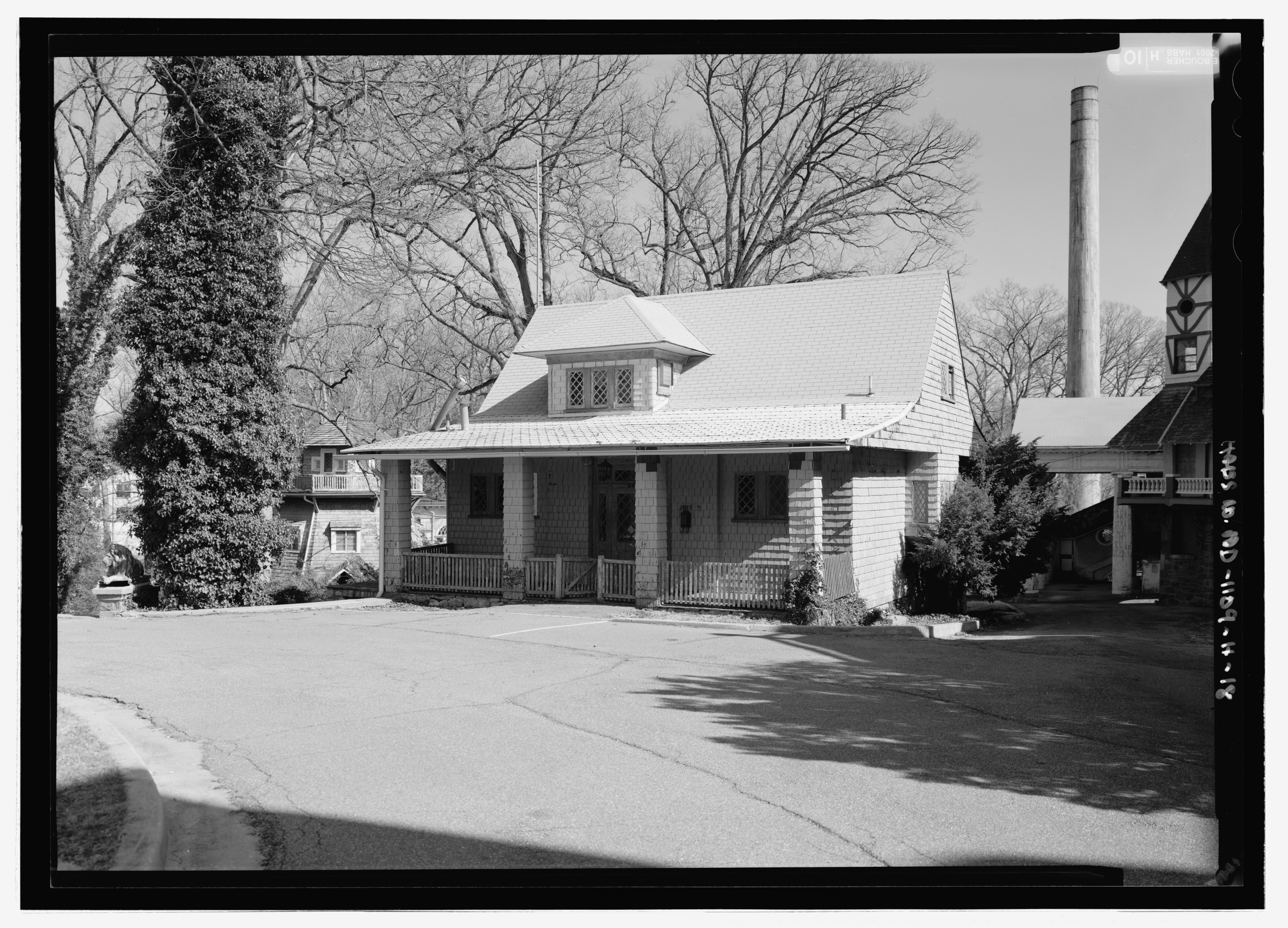
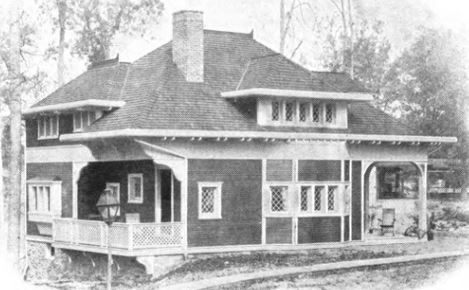